# Důl Svoboda
Důl Svoboda (polsky Kopalnia Wolność, německy Bergfreiheit) byl rudným dolem v Kowarech v okrese Krkonoše (polsky Powiat karkonoski) v Dolnoslezském vojvodství v Polsku.

## Poloha
Důl Svoboda s nacházel na hranici Krkonoš a Janovického rudohoří v údolí řeky Jedlice v horní části Kowar. Nejstarší ložiska se nacházely na svazích vrchu Rudnik. Na levé straně řeky Jedlice se nacházelo ložisko Vulkán, na pravém svahu vrchu Rudnik ložisko Svoboda. Štolou dlouhou asi 700 m byly propojeny obě rudná pole. Na svazích vrchu Krowieniec jižně od ložiska Vulkán bylo ložisko Martha. Dobývací pole zaujímalo plochu 70 hektarů.

## Historie
Z ústního podání v roce 1148 objevil na svazích hory Rudnik velšský hornický mistr Vavřinec Angelus železnou rudu (magnetit) a následně v roce 1156 zde byla založena osada Kowary piastovským knížetem Boleslavem IV. Kadeřavým. V listině privilegií pro Jelení Horu (z 6. října 1355 od Boleslava II. a jeho ženy Anežky Habsburské) jsou první písemné zmínky o Kowarech ve spojitosti s výrobou a obchodem železa. Dne 4. listopadu 1513 získaly Kowary od českého a uherského krále a slezského knížete Vladislava Jagellonského hornická práva. Nejstarší dolem pro těžbu železných rud byl důl Svoboda (Bergfreiheit). Důl otvíral ložiska těžní jámou Šikmou a Svoboda a štolami Hlavní, Horní a Jedlica, která byla odvodňovací štolou. V roce 1859 byl na dole Svoboda uveden do chodu první parní stroj. V roce 1895 byla Šikmá jáma prohloubena na 276 m, Slepá jáma v roce 1899 na 100 m a v roce 1929 na konečnou hloubku 515 m. V roce 1929 hlavní jáma Svoboda byla hluboká 575 m. Ložisko Vulkán bylo dobýváno jámou Vulkán, jámou č. 4, štolou Vulkán a štolou č. 10. Malé ložisko magnetitové železné rudy Martha bylo dobýváno jámou č. 1 a štolou Marta. Po druhé světové válce ložiska železné rudy se stala součástí dolu Svoboda a důl byl začleněn do Sjednoceného podniku železných rud v Čenstochové. V souvislosti s těžbou uranové rudy dne 1. ledna 1948 vznikl podnik Kowarskie Kopalnie, jehož ředitelství sídlilo v objektech ředitelství dolu Svoboda. V roce 1951 Kowarskie Kopalnie mění název na Průmyslový závod R-1 (polsky Zakłady Przemysłowe R-1, rusky Предприятие Кузнецкие Рудники) a důl Svoboda je vrácen Sjednocenému podniku železných rud v Čenstochové. Důl Svoboda byl zrušen v roce 1962. Objekty byly předány Průmyslovému závodu R-1 pro výstavbu Závodu na výrobu uranového koncentrátu z chudých rud.

## Těžba
Odhaduje se, že ložisek železné rudy bylo do konce 17. století vytěženo 850 tisíc tun železné rudy, od konce 18. století do roku 1944 kolem 170 tisíc tun a v období 1945 až 1962 činila produkce 400 tisíc tun.
Uranová ruda byla poprvé dobývána v roce 1911. Celkem bylo vytěženo kolem 100 tun čistého uranu. Z toho v letech 1948 až 1962 bylo vytěženo kolem 26,7 tisíc tun uranové rudy se střední koncentrací 0,35 procent uranu, to znamená kolem 93,3 tun čistého uranu. Veškerá produkce byla prodána do Sovětského svazu.
Vytěžená hlušina o objemu asi 635 tisíc m3 byla uložena na několika odvalech, které zaujímaly plochu 10,2 hektarů a po roce 1966 byly částečně zpracovány na silniční drtě. Bylo vyraženo asi 93 km hlavních důlních děl, které zabezpečovaly přístup, dopravu a větrání.

## Zpracování a doprava
Do začátku 18. století byla železná ruda zpracovávána v primitivních hutnických pecích dýmačkách. Výsledný polotovar byl následně prokován v hamrech (kovárnách). V polovině 16. století zde mělo pracovat 11 kováren. Na začátku 18. století vznikají v Kowarech důlní cechy. Výrobky byly prodávány v místě, to je v Kowarech. Ke konci 16. století byly Kowary hlavním střediskem výroby střelných zbraní. Král Zikmund II. August si objednal u kowarských puškařů 200 hlavní do mušket pro své vojsko.
Od konce 17. století byla železná ruda přepravována koňskými potahy do hornoslezské aglomerace. V květnu 1888 byla do Kowar přivedena železnice z Jelení hory a v roce 1905 z Kamienne Góry a železná ruda byla dopravována po železnici.